# Olmeneta
Olmeneta (Ulmenéeda in dialetto cremonese) è un comune italiano di 919 abitanti della provincia di Cremona, in Lombardia, situato a circa 15 chilometri a nord del capoluogo, nel cosiddetto circondario del Cremonese.

## Geografia fisica
Il comune di Olmeneta si estende nella pianura irrigua fra i fiumi Oglio e Po. L'abitato è costruito in un leggero avvallamento, collocandosi qualche metro più in basso della pianura circostante, in una tipica conca della bassa padana, probabilmente sul luogo di un'antichissima bonifica. L'ambiente è quello caratteristico della bassa pianura lombarda, con grandi appezzamenti di terreno coltivato e una fittissima rete di corsi d'acqua. Non mancano macchie di vegetazione arborea selvatica (siepi).
La rete idrografica olmenetese comprende numerosi canali, anche di costruzione antica, derivanti sia dal Naviglio Civico che dal canale Vacchelli e dal Naviglio Pallavicino. Fra i corsi d'acqua maggiori, si ricordano il vaso Ciria, nei due rami Ciria Nuova e Ciria Vecchia), e il canale Canobbia.
Il clima è quello tipico della bassa padana: estati molto calde e umide, con temporali anche violenti; inverni molto freddi, con poche precipitazioni e frequenti fenomeni di nebbia.

## Storia

### Simboli
Lo stemma comunale è stato concesso con regio decreto del 6 luglio 1933.
(Art. 2 dello Statuto)
L'albero fa riferimento al toponimo che deriva dal latino ulmenetum, "bosco di olmi".
Il gonfalone è un drappo partito di bianco e di azzurro.

## Monumenti e luoghi d'interesse
- Chiesa di San Giovanni Battista (XVII secolo)

## Società

### Evoluzione demografica
Abitanti censiti

## Geografia antropica
Il comune di Olmeneta ha sede nel centro omonimo. Il comune non ha frazioni.
Sono tuttavia incluse nel territorio comunale alcune località, tipicamente cascinali isolati nella campagna, fra i quali: Fienile Zucchelli, Feniletto, Mainardina, San Martino delle Ferrate, Madonnina, Boffalora, Mulino Zucchelli.
Poco al di fuori del centro abitato, in direzione sud-est, si trova la stazione del paese, attorno alla quale sorgono alcune abitazioni e aziende.